# Forever (film fra 1921)
 For alternative betydninger, se Forever. (Se også artikler, som begynder med Forever)
Forever er en amerikansk stumfilm fra 1921 af George Fitzmaurice.

## Medvirkende
- Wallace Reid som Peter Ibbetson
- Elsie Ferguson som Mimsi
- Montagu Love som Ibbetson
- George Fawcett som Duquesnois
- Dolores Cassinelli som Dolores
- Paul McAllister som Seraskier
- Elliott Dexter som Pasquier